# Goodea luitpoldii
Goodea luitpoldii is een straalvinnige vissensoort uit de familie van de levendbarende tandkarpers (Goodeidae). De wetenschappelijke naam van de soort is voor het eerst geldig gepubliceerd in 1894 door Steindachner.